# Franciszek Mycielski (1832–1901)
Franciszek Cyriak Cyprian Mycielski hrabia, herbu Dołęga (ur. 15 marca 1832 w Chociszewicach k. Krobi, zm. 2 marca 1901 w Wiśniowej) – ziemianin, działacz gospodarczy, prezes Krakowskiego Towarzystwa Rolniczego, polityk konserwatywny, poseł do Sejmu Krajowego Galicji, członek austriackiej Izby Panów.

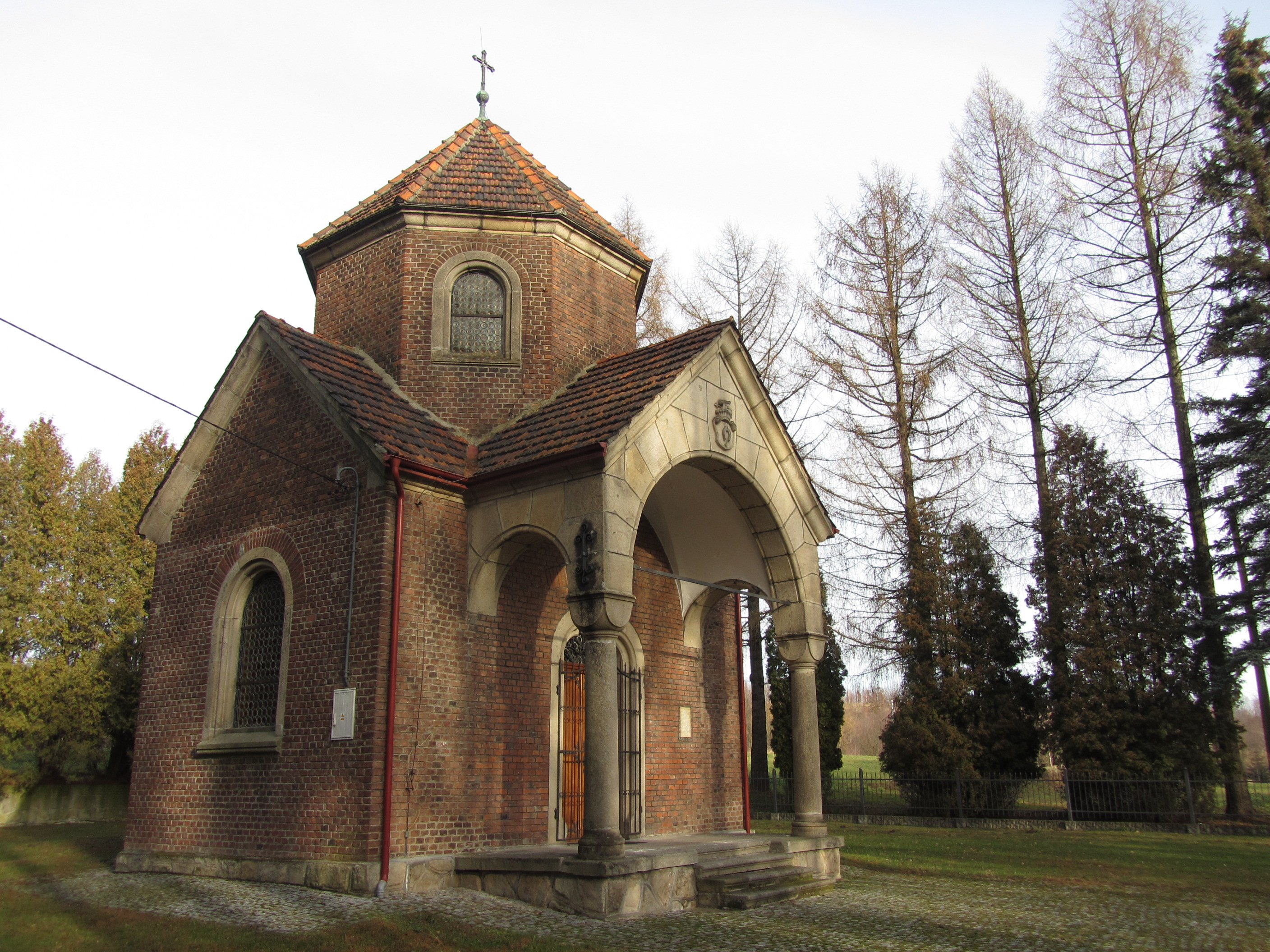
Kaplica grobowa Mycielskich w Wiśniowej

## Życiorys
Nauki pobierał w Krakowie na pensji Józefa Kremera, a następnie w Gimnazjum Św. Anny, gdzie w 1848 uzyskał maturę. Studiował na Uniwersytecie Jagiellońskim najpierw na  Wydziale Filozoficznym (1848-1850), następnie na Wydziale Prawa (1851-1852), studiów jednak nie ukończył. Po odbyciu podróży zagranicznych do Francji i Włoch (1853, 1855) osiadł początkowo w Wielkopolsce gdzie gospodarował w latach 1856-1867 w majątku Wziąchów w pow. krobskim. Związany był wówczas z konserwatystami wielkopolskimi i obracał się w kręgu rodzin Chłapowskich, Mielżyńskich i Koźmianów. Poseł do Pruskiego Sejmu Krajowego.
Po sprzedaży majątku w 1867 przeniósł się do Galicji, gdzie zakupił Wiśniową oraz Jazową, Kozłówek, Cieszynę w pow. jasielskim i Pstrągową w pow. ropczyckim. W latach 1870–1884 był także współwłaścicielem dóbr Końskie Wielkie, w pow. koneckim gub. radomskiej w Królestwie Polskim. Uznawany przez sąsiadów za jednego z najlepszych właścicieli ziemskich, unowocześnił swój majątek, przeprowadzając meliorację i zakładając wzorową hodowlę bydła, jedną z najrentowniejszych w Galicji. Produkował m.in. doskonałe sery. W latach 1871–1872 przeprowadził remont i przebudowę pałacu w Wiśniowej według projektu krakowskiego architekta Filipa Pokutyńskiego, który zachował dawny prostokątny rzut planu z pokojami w dwóch traktach, zmieniając zarazem wewnętrzne podziały, zbudował także klatkę schodową na piętro, które podwyższył. Cały budynek został nakryty niskim czterospadowym dachem z profilowanym gzymsem. Otaczający pałac ogród dworski zamieniono w park krajobrazowy typu  angielskiego. Wraz z żoną Walerią stworzyli z pałacu  w Wiśniowej miejsce skupiające ówczesną elitę intelektualną i artystyczną.
Był koncesjonariuszem a także członkiem rady zawiadowczej (1874-1876) Kolei Dniestrzańskiej. W I. 1887-1892 był członkiem Rady Nadzorczej Kolei Karola Ludwika. Działał w różnych stowarzyszeniach. Członek Galicyjskiego Towarzystwa Kredytowego Ziemskiego, w latach 1870-1873 z ramienia oddziału w Ropczycach delegat na ogólne zgromadzenia. Członek rady zawiadowczej Galicyjskiego Banku Kredytowego we Lwowie (1874). Był zastępcą dyrektora (1886-1888) Towarzystwa Wzajemnych Ubezpieczeń w Krakowie. W latach 1870–1901 był członkiem Towarzystwa Rolniczego Krakowskiego, oraz prezesem (1882-1886, 1895) i członkiem wydziału (1887-1892) Okręgowego Towarzystwa Rolniczego (filii TRKr.) w Jaśle. W latach 1894–1899 prezes a w latach 1900-1901 prezes honorowy Towarzystwa Rolniczego Krakowskiego, w 1899 wybrany dożywotnim prezesem honorowym. Za jego prezesury Towarzystwo zorganizowało praktyczne kursy rolnicze, zdobyło od władz krajowych większe fundusze na melioracje i stacje doświadczalne, organizowało wystawy rolnicze i ożywiło działalność kół terenowych. Przyczynił się do powstania Wydziale Filozoficznym UJ Studium Rolniczego (1890), przekazując na jego rzecz bibliotekę i zbiory po rozwiązanej szkole rolniczej w Żabikowie, w zaborze pruskim. Opublikował szereg artykułów o melioracji, przemyśle spożywczym i szkolnictwie rolniczym głównie w "Tygodniku Rolniczym" i "Przeglądzie Polskim".
Członek Rady Powiatowej z grupy większej własności w Ropczycach (1870). Członek z grupy większej własności, od 1880 z gmin wiejskich Rady Powiatowej (1875-1883) oraz zastępca członka (1875), prezes (1876-1879) Wydziału Powiatowego w Jaśle. Członek Podkomisji Reklamacyjnej podatku gruntowego w Krakowie (1883).
Konserwatysta, czynny w życiu politycznym. Był posłem do Sejmu Krajowego Galicji: kadencji IV (1877–1882, wybrany w IV kurii w okręgu Jasło-Brzostek-Frysztak), V (3 września 1888 został wybrany w miejsce Feliksa Buchwalda w okręgu Jasło-Brzostek-Frysztak, kadencja trwała do 1889) oraz VII (wybrany w 1895 w I kurii w obwodzie tarnowskim, złożył mandat w 1898, a na jego miejsce 30 listopada 1898 obrano Jana Hupkę). Zasiadał w komisjach: drogowej, kolejowej i gospodarstwa krajowego. 12 stycznia 1895 został dożywotnim członkiem Izby Panów w Radzie Państwa.
Zmarł 2 marca 1901 w Wiśniowej, po czym pierwotnie został pochowany w Niewodnej, a po 10 latach jego szczątki zostały przeniesiony do krypty kaplicy grobowej Mycielskich w Wiśniowej.

## Odznaczony
W 1898 został odznaczony Krzyżem Komandorskim Orderu Leopolda.

## Rodzina
Syn hrabiego Józefa (1794-1867) i Karoliny Ludwiki z domu Wodzickiej. Brat Marii, Michała, Karoliny, Feliksa, Anny i Józefa. Jego żoną była Waleria z Tarnowskich (1830–1914, córkę Jana Bogdana Tarnowskiego i siostrę Stanisława Tarnowskiego). Mieli dzieci: synów ziemianina Jana (1858-1926), historyka sztuki Jerzego (1856–1928) i Kazimierza (1860-1863) oraz córki: Cecylię Marię (1864-1942) i Karolinę Joannę (1867-1941) żonę Henryka Mariana Morstina (1859-1922).